# Clive Franklyn Collett
Clive Franklyn Collett (ur. 28 sierpnia 1886 w Spring Creek, zm. 23 grudnia 1917 w Firth of Forth) – nowozelandzki as lotnictwa Royal Flying Corps z I wojny światowej, z 12 potwierdzonymi zestrzeleniami. Pierwszy pilot Imperium Brytyjskiego, który użył spadochronu.

## Życiorys
Clive Franklyn Collett urodził się w Nowej Zelandii, jego ojcem był londyńczyk Horace Edwin Collett, a matką Alice Marguerite Radford z Tauranga. Po ukończeniu Queen's College w Taurandze, rozpoczął studia inżynierskie. W 1914 roku, podczas wakacyjnego pobytu w Wielkiej Brytanii, zgłosił się do Royal Flying Corps. Do czynnej służby został przyjęty w marcu 1915 roku - już jako kwalifikowany pilot, który ukończył w styczniu tego samego roku kurs pilotażu w londyńskiej cywilnej szkole lotniczej, uzyskując licencję pilota Royal Aero Club o numerze 1057.
25 maja 1915 roku został skierowany do No. 11 Squadron RAF. 6 lipca trafił do szpitala po urazie odniesionym w wypadku w Hendon. W końcu miesiąca przydzielono go do rezerwowego 8. dywizjonu. 1 marca 1916 roku został skierowany do No. 32 Squadron RAF, po kilku dniach został przeniesiony do No. 18 Squadron RAF, stacjonującego we Francji. Po kilku tygodniach służby w jednostce znalazł się w szpitalu, po kolejnym wypadku samolotu i został odesłany do Wielkiej Brytanii. Po wyleczeniu, w czerwcu 1916 roku został przydzielony do stacji eksperymentalnej RFC w Orford Ness w Suffolk, jako pilot testowy. 1 sierpnia 1916 roku awansował do stopnia Flight Commandera (odpowiednik kapitana lotnictwa). W styczniu 1917 roku jako pierwszy w historii pilot Imperium Brytyjskiego dokonał skoku spadochronowego z samolotu Royal Aircraft Factory B.E.2.
Na front powrócił w lipcu 1917 roku i został przydzielony do No. 70 Squadron RAF (od 24 lipca). Pierwsze zwycięstwo odniósł 27 lipca na samolocie Sopwith Camel nad niemieckim samolotem Albatros D.V, w okolicach Ypres. W sierpniu 1917 roku odniósł 7 zwycięstw powietrznych. 8 września w ciągu 45 minut odniósł 3 zwycięstwa powietrzne, samemu odnosząc ranę dłoni. W 1917 roku został dwukrotnie odznaczony krzyżem Military Cross (26 września i 18 października).
W grudniu 1917 roku został przydzielony do stacjonującego w okolicach Edynburga No. 73 Squadron RAF. 23 grudnia w czasie lotów testowych na zdobycznym samolocie Albatros uległ wypadkowi i zginął na miejscu nad zatoką Firth of Forth.
Został pochowany na Comely Bank Cemetery w Edynburgu w Szkocji.